# Audrey Fleurot
Audrey Fleurot (født 6. juli 1977 i Mantes-la-Jolie) er en fransk skuespillerinde. Hun er blandt andet kendt for at spille advokaten Joséphine Karlsson i tv-serien Spiral og for hendes rolle som Magalie i filmen De urørlige.

## Uddannelse og karriere
Dette afsnit eller denne liste er kun påbegyndt. Hvis du ved mere om emnet, kan du hjælpe Wikipedia ved at tilføje mere.

Hun er uddannet på teaterskolen ENSATT i Lyon mellem 1997 og 2000.
I 2012, var hun vært på den 17e Festival international des jeunes réalisateurs de Saint-Jean-de-Luz.

## Filmografi

### Film
| År   | Film                           | Rolle                   |
| ---- | ------------------------------ | ----------------------- |
| 2007 | Les Deux Mondes                |                         |
| 2011 | Kvinderne på 6. sal            | Bettina de Brossolette. |
| 2011 | Midnight in Paris              |                         |
| 2011 | De urørlige                    | Assistenten Magalie.    |
| 2011 | La Délicatesse                 |                         |
| 2012 | Mais qui a retué Pamela Rose ? | USA's præsident.        |
| 2013 | La fleur de l'âge              |                         |
| 2013 | Les Reines du ring             |                         |
| 2013 | La vraie vie des profs         |                         |
| 2013 | Pop redemption                 |                         |
| 2013 | La Confrérie des larmes        |                         |
| 2014 | Voksne piger på spring         | Sandra                  |

### Fjernsyn
| År            | Udsendelse                     | Rolle                                                    |
| ------------- | ------------------------------ | -------------------------------------------------------- |
| 2002          | Froid comme l'été              | Marine                                                   |
| 2004          | Les Seins de ma prof d'anglais | Marie (kortfilm)                                         |
| 2004 til 2009 | Kaamelott                      | Kvinden ved søen                                         |
| 2005          | La bonne copine                | Charlotte                                                |
| 2005 til 2012 | Spiral                         | Joséphine Karlsson. (4 sæsoner)                          |
| 2006          | Greco                          | Madeleine Giardinelli (sæson 1, episode 5)               |
| 2006 - 2009   | Équipe médicale d'urgence      | Emma (sæson 1, episode 5 og 6 ; sæson 2, episode 2 og 6) |
| 2006          | Diane, femme flic              | Rose Levenne (sæson 4, episode 3)                        |
| 2007          | P.J.                           | Valérie (sæson 19, episode 9 og 12)                      |
| 2008          | L'amour aller-retour           | Marie                                                    |
| 2008          | Flics                          | Sartet (sæson 1, episodes 1, 2 og 3)                     |
| 2009 - 2012   | Un village français            | Hortense Larcher (4 sæsoner)                             |
| 2009          | Éternelle                      | Svetlana Jankova                                         |
| 2009          | La Reine et le Cardinal        | la Duchesse de Longueville                               |
| 2009          | Le Bourgeois gentilhomme       | Dorimène                                                 |
| 2010          | Tango                          | Joana Larsen                                             |
| 2010 - 2012   | Affaires étrangères            | Camille Joubert                                          |
| 2011          | La Vie en miettes              | Clara                                                    |